# HAT-P-16
HAT-P-16 — одиночная звезда в созвездии Андромеды на расстоянии приблизительно 744 световых лет (около 228 парсек) от Солнца. Видимая звёздная величина звезды — +10,91m. Возраст звезды определён как около 2 млрд лет.
Вокруг звезды обращается, как минимум, одна планета.

## Характеристики
HAT-P-16 — жёлто-белая звезда спектрального класса F8. Масса — около 1,218 солнечной, радиус — около 1,26 солнечного, светимость — около 1,905 солнечной. Эффективная температура — около 6030 K.

## Планетная система
HAT-P-16 b — горячий юпитер, открытый сетью телескопов HATNet 12 мая 2010 года транзитным методом. Планета обращается на расстоянии 0,041 а.е., совершая полный оборот за 2,78 дня.